# Hieracium subpunctilliferum
Hieracium subpunctilliferum, biljna vrsta iz porodice glavočika. Trajnica je iz roda runjika i endem iz Švedske.

## Sinonimi
Synonyms:
- Hieracium laevigatum subsp. subpunctilliferum Zahn; Engl., Pflanzenr. IV.280 (Heft 77): (1921)
- Hieracium punctilliferum Dahlst.; (1907)

## Vanjske poveznice
|  | Zajednički poslužitelj ima još gradiva o temi Hieracium subpunctilliferum |
|  | Wikivrste imaju podatke o taksonu Hieracium subpunctilliferum             |